# 马新社电视华语新闻
马新社华语新闻（英語：Bernama Mandarin News）是马来西亚国家新闻社（马新社）为马新社电视制作的新闻节目，2018年7月30日复播，使用马来西亚华语制作。截至2018年8月19日，播映时段为每天晚上8点30分至9点，并于隔日凌晨2点至2点30分重播。2018年8月20日，《华语新闻》播映时段改为每天傍晚6点30分至晚上7点，并于晚上10点30分至11点重播。2019年12月起，《华语新闻》重播时段改为晚上10点至10点30分。

## 历史
2003年9月29日，马新社早期为寰宇电视 Astro制作华语电视新闻，在Astro AEC播出。2007年4月15日起，《Astro华语新闻》改名为《马新社华语新闻》，维持在Astro AEC播出。2008年2月28日，《马新社华语新闻》移到全新启播的马新社电视台（Bernama TV）播出。
2015年2月9日，因马新社欠薪问题，《马新社华语新闻》停播。
2018年5月28日，通讯及多媒体部长哥宾星访问马新社总部，并呼吁该社复播华语和淡米尔语电视新闻。同年7月27日，马新社宣布《华语新闻》复播。

## 主播
《马新社电视华语新闻》使用单主播制。

### 现任主播
- 江玮葶
- 程珈琪
- 陈毅杰
- 卢淑芳
- 李冠贤

### 前任主播
以下仅列出已知前主播：
- 李晓蕙
- 黄佩玲
- 吴维彬
- 李运祥
- 胡晓萍
- 张以柔（现为八度空间华语新闻主播）
- 葉詩妮

华语新闻于2015年停播前的主播（以下已欠薪主播）：
- 祁慕勤
- 洪俊杰
- 覃心皓
- 张境洲
- 陈宝燕
- 苏进川（现为八度空间华语新闻主播）
- 胡慧君
- 段恩怡
- 黄佩珊

### 退赛
- 叶剑锋（现为八度空间华语新闻主播）
- 陈嘉荣（现为八度空间华语新闻主播）
- 王菁忆（现为八度空间华语新闻主播）
- 李依凌（现为八度空间华语新闻主播）
- 陈薇薇（现为八度空间华语新闻主播）
- 林思婷（现为八度空间华语新闻主播）
- 周秀洋（现为八度空间华语新闻主播）
- 杜文杰（现为八度空间华语新闻主播）
- 洪美玲（现为八度空间华语新闻主播）
- 刘湘灵（现为八度空间华语新闻主播）
- 陈丽亭（现为八度空间华语新闻主播）
- 许文杰（现为八度空间华语新闻主播）
- 戴靖航（现为RTM华语新闻主播）
- 朱敏瑜（现为RTM华语新闻主播）
- 杨依婷（现为RTM华语新闻主播）
- 黄康馨（现为RTM华语新闻主播）
- 拉丝达（现为RTM华语新闻主播）
- 陈恢槿（现为RTM华语新闻主播）

## 特别情况
2018年8月23日，因技术问题，该日《华语新闻》没有播出。
2018年9月23日，因直播2018印尼邦加勿里洞羽毛球大师赛决赛，该日《华语新闻》改于晚上10点30分首播，并于晚上9点12分在其Facebook专页发布完整版视频。
2018年11月2日，因直播财政部长林冠英的2019年财政预算案演讲，该日《华语新闻》改于晚上10点30分首播，并作为特备新闻节目，邀请经济政策评论员符策勤和孙和声参与访谈和讨论。
2019年6月4日，因播出开斋节特备节目，该日晚上10点30分的《华语新闻》重播没有播出。
2019年10月11日，因直播财政部长林冠英的2020年财政预算案演讲，该日《华语新闻》改于晚上10点30分首播，并作为特备新闻节目，邀请槟城研究院分析员郑至建和经济评论员潘力克参与访谈和讨论，这也是马新社新闻台更名马新社电视后首集华语新闻。
2019年12月19日，因让路予时政节目《Ruang Bicara》，该日晚上10点的《华语新闻》重播没有播出。
2020年1月3日，晚上10点的《华语新闻》重播没有播出，原因不明。
2020年1月9日，因让路予时政节目《Ruang Bicara》，该日晚上10点的《华语新闻》重播没有播出。
2020年1月18日，因让路予金马利国会议席补选开票节目，该日晚上10点的《华语新闻》重播没有播出。
2020年1月30日，因让路予时政节目《Ruang Bicara》，该日晚上10点的《华语新闻》重播没有播出。
2020年2月16日，因技术问题，该日《华语新闻》没有播出。
2020年2月25日至3月9日，《华语新闻》重播时段取消。
2020年6月15日至21日，《华语新闻》重播时段取消。
2020年10月26日，因直播卫生总监诺希山的2019年冠状病毒疾病疫情记者会，该日《华语新闻》改于晚上10点首播。
2021年6月3日至26日，因应2019年冠状病毒疾病的防疫措施，《华语新闻》主播全程戴口罩进行新闻播报。

### 斋戒月
2020年4月24日至5月23日，《华语新闻》播映时段改为每天傍晚6点至6点30分。
2021年4月13日至5月12日，《华语新闻》播映时段改为每天傍晚6点至6点30分。
2022年4月3日至5月1日，《华语新闻》播映时段改为每天傍晚6点至6点30分。
2023年4月23日至5月21日，《华语新闻》播映时段改为每天傍晚6点至6点30分。

## 新闻时段
| 新闻节目           | 播出时间                                                         |
| ------------------ | ---------------------------------------------------------------- |
| 马新社电视华语新闻 | 直播：马新社电视 每天 傍晚6点30分 重播：马新社电视 每天 晚上10点 |